# Harper's Bazaar
Harper's Bazaar é uma revista americana mensal de moda feminina, publicada pela primeira vez em Nova York em 2 de novembro de 1867, como o semanário Harper's Bazar. A Harper's Bazaar é publicada pela Hearst, de Nova York, e se considera o recurso de estilo para "mulheres que são as primeiras a comprar o melhor, do casual à alta-costura". Voltada para o que chama de "senhoras exigentes", a Bazaar é publicada mensalmente com o slogan, lema, tema e tagline da Revista de Moda nº 1 do Mundo e da América.
Desde sua estreia na cidade de Nova York em 2 de novembro de 1867, como a primeira revista de moda da América, suas páginas abrigam talentos como a editora fundadora, autora e tradutora Mary Louise Booth, bem como vários editores de moda, fotógrafos, ilustradores e escritoras. Samira Nasr é a editora-chefe da edição americana da Harper's Bazaar.

## História
A história da prestigiosa revista norte-americana começou quando Fletcher Harper, um dos editores da Harper Brothers, resolveu criar revista feminina que abordasse moda e assuntos domésticos direcionada para a típica dona de casa da classe média da época. Logo após a Guerra Civil Americana, em 1867, circulou o primeiro número da Harper’s Bazar (nesta época escrita com apenas um A) e em forma de folhetim, sendo a primeira revista nesse segmento a ser introduzida no mercado americana. Estilistas como Charles Frederick Worth já causavam furor nos olhos atentos da elite americana. Nesta época, os modelos apresentados na revista ainda eram ilustrados e não fotografados. A partir de 1894, quando a primeira capa colorida da revista apareceu, além das influências da Art Nouveau, a publicação começou a utilizar belas ilustrações e fotografias para ilustrar suas páginas.
A revista foi publicada semanalmente até 1901, quando se tornou mensal. Em 1913, foi comprada por US$ 10 mil (uma verdadeira fortuna para a época) pelo império Hearst de publicações, comandado por William Herast. Sob novo comando a revista foi revitalizada, principalmente com a utilização de fotografias elaboradas e especificas sobre o tema principal (moda). Somente em 1929 a revista passou a se chamar Harper’s Bazaar (agora escrito com duas letras A). Neste mesmo ano a revista ganhou sua edição britânica.
Rapidamente se tornou uma revista de grande influência entre as mulheres americanas, principalmente sob a direção de Carmel Snow, que foi editora de 1933 a 1958, período em que a publicação promoveu estilismo, fotografia e ilustração. Ela foi a responsável por montar uma equipe extremamente talentosa que incluía o designer gráfico Alexey Brodovitch (responsável pela criação do tradicional logotipo da revista conhecido como “Didot”) e a editora de moda Diana Vreeland (publicou sua primeira coluna em 1936 e trabalhou na revista até 1962, quando se transferiu para a concorrente Vogue). Além disso, a equipe redefiniu o designer editorial com a utilização de espaços brancos, tipografia limpa, textos fluentes e fotografias marcantes e bem posicionadas. No ano de 1945 introduziu no mercado a Junior Bazaar, uma nova revista direcionada para mulheres mais jovens.
Atualmente a revista e editada em 27 países e é vendida em mais de 90 países. Em outubro de 2012 Carine Roitfeld, ex-editora-chefe da Vogue Paris, foi anunciada como Diretora de Moda Global da revista sendo responsável por produzir editorias publicados em todas as edições da pubicação.

### Editores EUA
| Editora Chefe          | Entrada | Saída    |
| ---------------------- | ------- | -------- |
| Mary L. Bouth          | 1867    | 1889     |
| Margaret Stangster     | 1889    | 1899     |
| Elizabeth Jordan       | 1900    | 1913     |
| William Martin Johnson | 1913    | 1914     |
| Hartford Powell        | 1914    | 1916     |
| John Chapman Hilder    | 1916    | 1920     |
| Henry Blackman Sell    | 1920    | 1926     |
| Charles Hanson Towne   | 1926    | 1929     |
| Arthur H. Samuels      | 1929    | 1934     |
| Carmel Snow            | 1934    | 1957     |
| Nancy White            | 1957    | 1971     |
| James Brand            | 1971    | 1972     |
| Anthony Mazzola        | 1972    | 1992     |
| Liz Tilberes           | 1992    | 1999     |
| Katherine Betts        | 1999    | 2001     |
| Glenda Bailey          | 2001    | presente |

### Edições
| Edição                           | Editora-Chefe      | Cidade Sede               |
| Harper’s Bazaar América          | Glenda Bailey      | Nova York                 |
| Harper’s Bazaar Reino Unido      | Lucy Yeomans       | Londres                   |
| Harper’s Bazaar China            | Su Mang            | Pequim                    |
| Harper’s Bazaar Rússia           | Daria Veledeeva    | Moscou                    |
| Harper’s Bazaar Austrália        | Edwina Mccann      | Sydney                    |
| Harper’s Bazaar Coreía           | Mikyung Jeon       | Seul                      |
| Harper’s Bazaar India            | Sujata Assomull    | Mumbai                    |
| Harper’s Bazaar Grécia           | Eva Nisioti        | Atenas                    |
| Harper’s Bazaar México           | Toni Salamanca     | Cidade do México          |
| Harper’s Bazaar Espanha          | Melania Pan        | Madrid                    |
| Harper’s Bazaar Brasil           | Patricia Carta     | São Paulo                 |
| Harper’s Bazaar Turquia          | Eda Goklu          | Istambul                  |
| Harper’s Bazaar Argentina        | Ana Torrejón       | Buenos Aires              |
| Harper’s Bazaar Vietnã           | Nguyen Thuy Linh   | Hanói                     |
| Harper’s Bazaar Roménia          | Andrei Iovu        | Bucareste                 |
| Harper’s Bazaar Hong Kong        | Xaven Mak          | Distrito Central          |
| Harper’s Bazaar Malásia          | Natasha Kraal      | Kuala Lumpur              |
| Harper’s Bazaar Singapura        | Giselle Go         | Area Central de Singapura |
| Harper’s Bazaar Emirados Árabes  | Louise Nichol      | Dubai                     |
| Harper’s Bazaar Tailândia        | Kusuma Chaiyaporn  | Banguecoque               |
| Harper’s Bazaar Bulgária         | Milena Aleksieva   | Sofia                     |
| Harper’s Bazaar Ucrânia          | Natalya Guzenko    | Kiev                      |
| Harper’s Bazaar Taiwan           | Elaine Liao        | Taipei                    |
| Harper’s Bazaar República Tcheca | Barbara Nesvadbová | Praga                     |
| Harper’s Bazaar Indonésia        | Ria Lirungan       | Jacarta                   |
| Harper’s Bazaar Cazaquistão      | Dinara Yegeubayeva | Almaty                    |
| Harper’s Bazaar Polônia          | Joanna Góra        | Varsóvia                  |

## Harper's Bazaar Brasil
A primeira edição brasileira da revista foi lançada em novembro de 2011 com Gisele Bündchen na capa fotografada por Terry Richardson. Publicada pelo grupo Carta Editorial, antiga editora responsável pela publicação da Vogue no Brasil, conta com uma tiragem mensal de 50.000 exemplares. A revista tem como principais nomes sua publisher Patrícia Carta e sua diretora geral Maria Prata.